# Аджемян, Манук Артурович
Манук Артурович Аджемян (род. 25 марта 1991) — российский самбист, серебряный призёр чемпионата России 2015 года, обладатель Кубка России 2016 года, мастер спорта России международного класса.

## Спортивные результаты
- Первенство России по самбо среди молодёжи 2014 года — [1];
- Чемпионат России по самбо 2015 года — ;
- Мемориал Юрия Потапова 2015 года — [2];
- Кубок России по самбо 2016 года — [3];

## Семья
Аджемян, Мгер Артурович — брат, самбист, призёр чемпионата России, мастер спорта России международного класса.